# Alex Homberger
Alexander H. "Alex" Homberger, född 26 oktober 1912 i Schaffhausen, död 15 april 2007 i Muskegon, var en schweizisk roddare.
Homberger blev olympisk silvermedaljör i fyra med styrman vid sommarspelen 1936 i Berlin. Två av hans bröder, Rudolf Homberger (född 1910) och Hans Homberger (född 1912), var också tävlingsroddare. Tillsammans med Hans vann han guld i fyrmanna utan styrman i Europamästerskapen i rodd 1935. I samma mästerskap tävlade han tillsammans med sina båda bröder i åttamannarodden och kom tvåa. I de olympiska spelen 1936 vann han silver i fyrmanna med styrman och brons i fyra utan styrman. Tillsammans med bröderna Rudolf och Hans kom han sexa i åttamannarodden i samma mästerskap.